# Фелікс вон Гейден
Герман Карел Фелікс Клотільде «Фелікс» вон Гейден (нід. Herman Carel Felix Clotilde von Heijden; 11 квітня 1890 — 17 листопада 1982) — нідерландський футболіст і тенісист.

## Життєпис
Грав за клуб «Квік Неймеген». Виграв бронзову медаль зі збірною Нідерландів на Олімпійських іграх 1920 року в Антверпені. Гра за срібну медаль проти Іспанії, яку його команда програла — єдиний міжнародний матч вон Гейдена. Фелікс зіграв в цьому матчі, оскільки ряд гравців поїхали до Нідерландів, не дочекавшись закінчення турніру. Також гравець був на Олімпійських іграх 1912 року, де Нідерланди також фінішували третіми, але вон Гейден не отримав медаль, оскільки не грав. Також виступав у клубі ГВВ Гелмонд.
Вон Гейден також був відомим тенісистом. У 1918 році він виграв чемпіонат Голландії з тенісу серед чоловіків у парному розряді з Леопольдом Августом Ніпельсом.
Після активної футбольної кар'єри він був мером Росмалена з 1923 по 1955 рік. Пішов стопами свого батька Антонія Катаріни Губертуса Ігнатія вон Гейдена, який був мером Версело з 1885 по 1895 рік. Вулиця в Росмалені названа на його честь.

## Титули і досягнення
- Бронзовий призер Олімпійських ігор (2):

Нідерланди: 1912 (як запасний), 1920

## Статистика виступів

### Статистика виступів за збірну
| Дата     | Місто     | Господарі  | Результат | Гості   | Турнір               | Голи | Примітки |
| -------- | --------- | ---------- | --------- | ------- | -------------------- | ---- | -------- |
| 5-9-1920 | Антверпен | Нідерланди | 1 – 2     | Іспанія | ОІ 1920 - за 3 місце | -    |          |
| Усього   |           | Матчів     | 1         |         | Голів                | 0    |          |